# Daniel Georghievski
Daniel Georgievski (în macedoneană Даниел Георгиевски; n. 17 februarie 1989, Blacktown, Sydney, Australia) este un fotbalist macedonean care joacă pentru echipa Newcastle Jets și pentru echipa națională de fotbal a Macedoniei, ca fundaș dreapta.

## Cariera la club

### Steaua București
Din 27 iunie 2012, Georghievski a fost anunțat ca jucător al Stelei București.. În scurt timp, evoluțiile bune constante ale fundașului dreapta l-au adus în laudele patronului George Becali:
„Georgievski e peste Matei, e Dani Alves al nostru.”

#### Accidentarea
Pe 30 noiembrie 2012, în meciul contra CS Turnu Severin, Georgievski a suferit o fractură de peroneu în ultimele minute ale partidei în urma unei intrări a lui Souleymanne Barry. În ziua următoare, managerul echipei, Mihai Stoica, scria pe o rețea de socializare:
„Georgievski va fi operat astăzi de cel mai bun chirurg ortoped din România, dr. Ioan Bogdan Codorean, și va începe procesul de recuperare.”
În urma operației, Georgievski a fost anunțat indisponibil pentru tot restul anului 2012, urmând să revină în echipă în luna martie 2013. În prezent el evoluează pentru echipa australiană Melbourne Victory FC.

## Cariera internațională
Georghievski a debutat pentru Macedonia la 2 septembrie 2011 într-un meci din preliminariile Euro 2012 împotriva Rusiei.

## Titluri
- Liga I (1): 2012-2013,[3] 2013-2014
- Supercupa României: 2013

Melbourne Victory
- A-League: 2014–2015